# Československá hokejová liga 1949/1950
7. ročník československé hokejové ligy 1949/50 se hrál pod názvem Celostátní mistrovská soutěž.

## Herní systém
8 účastníků hrálo v jedné skupině dvoukolově systémem každý s každým. Poslední dva sestoupili.

## Pořadí
| Poř. | Tým                             | Zápasy | Výhry | Remízy | Porážky | Skóre | Body |
| ---- | ------------------------------- | ------ | ----- | ------ | ------- | ----- | ---- |
| 1.   | ATK Praha                       | 14     | 12    | 0      | 2       | 85:45 | 24   |
| 2.   | ZSJ Sokol VŽKG                  | 14     | 10    | 0      | 4       | 71:43 | 20   |
| 3.   | ZSJ Zdar LTC Praha              | 14     | 9     | 1      | 4       | 88:49 | 19   |
| 4.   | ZSJ OD Stadion České Budějovice | 14     | 7     | 1      | 6       | 60:53 | 15   |
| 5.   | ZSJ GZ Královo Pole             | 14     | 5     | 4      | 5       | 53:70 | 14   |
| 6.   | ZSJ Sokol NV Bratislava         | 14     | 4     | 2      | 8       | 55:78 | 10   |
| 7.   | ZSJ Bratrství Sparta Praha      | 14     | 1     | 3      | 10      | 42:76 | 5    |
| 8.   | Sokol Zbrojovka Brno-Židenice   | 14     | 2     | 1      | 11      | 35:75 | 5    |

## Nejlepší střelci
- Augustin Bubník (ATK Praha) - 26 gólů
- Jindřich Reitmayer (ZSJ Sokol NV Bratislava) - 21 gólů
- Vladimír Zábrodský (LTC Praha) - 20 gólů
- Vladimír Kobranov (ATK Praha) - 19 gólů
- Miloslav Blažek (ZSJ Sokol VŽKG) - 18 gólů
- Stanislav Konopásek (LTC Praha) - 17 gólů
- Vladimír Bouzek (ZSJ Sokol VŽKG) - 16 gólů
- Jiří Macelis (ZSJ OD Stadion České Budějovice) - 16 gólů
- Václav Roziňák (LTC Praha) - 15 gólů
- Josef Stock (ATK Praha) - 14 gólů

## Zajímavosti
- Skončilo dlouholeté vítězné tažení ZSJ Zdar LTC Praha (prohrál oba zápasy s ATK Praha 4:5 a 2:4, s Vítkovickými železárnami 3:4 a 2:4, další bod ztratil za domácí remízu s ZSJ GZ Královo Pole 3:3).
- Soutěž dostala řád v podobě zavedení hracích dnů.
- Na zápasy v Praze, Brně a Ostravě chodily běžně desetitisícové návštěvy (utkání ZSJ Sokol VŽKG - ZSJ Zdar LTC Praha zhlédlo 17 000 diváků).